# Dystrophie musculaire d'Emery-Dreifuss
Pour les articles homonymes, voir Dreifuss.
La dystrophie musculaire d'Emery-Dreifuss est une maladie génétique se caractérisant par trois manifestations :
- des contractures articulaires commençant dans la petite enfance ;
- une faiblesse musculaire lentement progressive des membres qui atteint ensuite les muscles de l'épaule et de la hanche ;
- des manifestations cardiaques à type de palpitations, syncope et insuffisance cardiaque sur une cardiomyopathie dilatée sauf en cas de mutation sur le FHL1 ou elle de type cardiomyopathie hypertrophique[1]..

L'âge de survenue, la sévérité et l'atteinte du cœur varie entre les personnes et dans la même famille. La maladie peut être importante dès l'enfance ou commencer plus tardivement et lentement progressive. Les contractures musculaires commencent le plus souvent avant dix ans et les manifestations cardiaques après vingt ans.

## Génétique
Plusieurs gènes sont responsables de cette maladie. La transmission est soit récessive à l'X pour le EMD ou le FHL1. La transmission peut être aussi de type autosomique dominante pour le LMNA, le TMEM43 , et les nesprines SYNE1 et SYNE2. Elle peut être de type récessive pour une autre mutation sur le LMNA.
C'est une pathologie de la lamina nucléaire (tapisse la face interne de l'enveloppe nucléaire).